# Исповести купохоличарке
Исповести купохоличарке (енгл. Confessions of a Shopaholic) амерички је љубавно-хумористички филм из 2009. године, који се темељи на прва два романа из серије Купохоличарка Софи Кинселе. Редитељ филма је П. Џ. Хоган, док Ајла Фишер глуми купохоличарску новинарку, а Хју Данси њеног шефа.

## Радња
У гламурозном свету Њујорка, Ребека Блумвуд је забавна девојка која ужива у шопингу — можда мало превише. Она сања да ради за свој омиљени модни часопис, али не може да се пробије док, иронично, не добије посао колумнисте саветника за финансијски часопис који издаје исто предузеће. Док се њени снови коначно остварују, она предузима још урнебесније и екстремније напоре како би спречила да јој прошлост уништи будућност.

## Улоге
- Ајла Фишер као Ребека Блумвуд
- Хју Данси као Лук Брендон
- Кристен Ритер као Суз Клит-Сјуарт
- Џон Гудман као Грејам Блумвуд
- Џоун Кјузак као Џејн Блумвуд
- Џон Литгоу као Едгар Вест
- Кристин Скот Томас као Алет Нејлор
- Лесли Биб као Алисија Билинхтон
- Роберт Стантон као Дерек Смит
- Лин Редгрејв као пијана жена на журки
- Џули Хагерти као Хејли
- Ник Корниш као Таркин Клит-Стјуарт
- Стивен Гуарино као Алон
- Фред Армизен као Рајан Кејниг
- Венди Малик као госпођица Корч
- Кли Луис као госпођица Цазински
- Џон Сали као Д. Фрик
- Ленон Перхам као Џојс
- Кристина Еберсоле као водитељка
- Кетрин Сигисмунд као Клер Едвардс
- Мајкл Пејнс као Расел
- Кејтлин Хопкинс као планерка догађаја
- Кели Барет као понуђачица у црном/лутка
- Кристен коноли као понуђачица у ружичастом
- Илана Левин као њујорчанка
- Сузан Бломарт као Орла
- Мет Сервито као главни писац
- Бранди Беркхарт као запослена
- Рене Виктор као жена с кесама
- Скот Еванс као Чад
- Асмерет Гебремихаел као рецепционарка
- Птолемеј Слокум као асистент бр. 1
- Џени Пауерс као асистенткиња бр. 2
- Анџали Бимани као девојка бр. 1
- Џонатан Тиш као менаџер
- Марселин Хјугот као продавачица
- Беа Милер као девојка у продавници ципела бр. 1
- Пејтон Лист као девојка у продавници ципела бр. 2
- Ед Хелмс као Гарет Е. Бартон